# 李賢珠
李賢珠（韓語：이현주），韓國電視劇編劇。

## 作品

### 電視劇
- 2010年：KBS《Drama Special－我是蝴蝶》
- 2011年：MBC《深夜醫院》
- 2012年：KBS《普通的戀愛》
- 2012年：KBS《Drama Special－我最漂亮的時刻》
- 2012年：KBS《學校2013》
- 2013年：MBC《Drama Festival－搜查部班長－保護王祖賢》
- 2014年：MBC《傲慢與偏見》
- 2017年：SBS《疑問的一勝》

## 外部連結
- NAVER搜索